# Cour d'appel de Bastia
La cour d'appel de Bastia connaît des affaires jugées par les tribunaux de son ressort qui s'étend sur les départements de Corse-du-Sud et de Haute-Corse.

## Organisation

### Premiers présidents
- François Rachou[Depuis quand ?]
- Hélène Davo (2022-)

### Procureurs généraux
- 1991-1992 : Jean-Louis Nadal

## Tribunaux du ressort
| -            | 2 tribunaux judiciaires | 2 conseils de prud'hommes | 2 tribunaux de commerce |
| ------------ | ----------------------- | ------------------------- | ----------------------- |
| Corse-du-Sud | - Ajaccio               | - Ajaccio                 | - Ajaccio               |
| Haute-Corse  | - Bastia                | - Bastia                  | - Bastia                |